# 林斤澜短篇小说奖
林斤澜短篇小说奖是由《人民文学》杂志社、温州市人民政府共同主办的短篇小说奖项，以中国当代短篇小说作家林斤澜的名字命名，2012年起逢双数年颁发，每届评选出“杰出短篇小说作家奖”2名，“优秀短篇小说作家奖”3名。

## 历届获奖名单

### 第一届（2012）[2]

#### 杰出短篇小说作家奖
- 刘庆邦
- 邓一光

#### 优秀短篇小说作家奖
- 张楚
- 阿乙
- 蒋一谈

### 第二届（2014）[3]

#### 杰出短篇小说作家奖
- 王蒙
- 范小青

#### 优秀短篇小说作家奖
- 晓苏
- 金仁顺
- 薛忆沩（英语：Xue Yiwei）

### 第三届（2016）[4]

#### 杰出短篇小说作家奖
- 苏童
- 王祥夫

#### 优秀短篇小说作家奖
- 邱华栋
- 黄咏梅
- 万玛才旦

### 第四届（2018）[5]

#### 杰出短篇小说作家奖
- 莫言
- 毕飞宇

#### 优秀短篇小说作家奖
- 邵丽
- 李浩
- 斯继东

### 第五届（2020）[6]

#### 杰出短篇小说作家奖
- 冯骥才
- 迟子建

#### 优秀短篇小说作家奖
- 宁肯
- 朱山坡
- 哲贵

### 第六届（2023）[7]

#### 杰出短篇小说作家奖
- 陈世旭
- 叶兆言

#### 优秀短篇小说作家奖
- 南翔
- 钟求是
- 冉正万